# Ветров, Виктор Михайлович
 Ветров Виктор Михайлович  (23 мая 1950, Иркутск — 11 ноября 2015, Иркутск) — археолог, кандидат исторических наук.

## Биография
В 1967 году Виктор Михайлович сделал попытку поступить на исторический факультет Иркутского государственного университета, но не прошел конкурс.
В 1970 году он поступает в Иркутский государственный университет.
В 1975 году после окончания университета Виктор Михайлович получил должность научного сотрудника Иркутского областного краеведческого музея.
С 1985 по 1993 год работает в лаборатории археологии Иркутского государственного университета.
С 1993 года работает преподавателем в Иркутском государственном педагогическом институте, где разработал и читал курсы по археологии, этнологии, исторической этнографии народов Центральной Азии и юга Восточной Сибири.
С 1995 года являлся доцентом того же института.
Исследования Виктора Михайловича были представлены на многочисленных российских и международных конференциях (Великобритания, Япония, Корея, Словения, Китай).

## Научная деятельность
Виктор Михайлович участвовал в раскопках у стен Спасской церкви в Иркутске.
Во время обучения в университете принимает участие в археологических экспедициях под руководством М. П. Аксенова.
В 1972 году Виктор Михайлович вместе с В. С. Зубковым практически без чьей либо помощи проводят раскопки неолитической стоянки Поповский Луг. В это же время он вместе с археологами М. П. Аксеновым и П. Е. Шмыгуновым проводят разведочные маршруты по территории Байкальской Сибири, а также по долине реки Лены и её притокам.
В 1974 году проведена первая археологическая разведка по реке Витим, где он открыл более 100 археологических местонахождений.
В годы работы в Иркутском государственном университете были проведены ряд разведок на Нижнем Витиме, Байкале, в бассейнах рек Лены, Ангары, Куды и спасательные работы на ряде местонахождений Прибайкалья.
В 1992 году Виктор Михайлович защитил кандидатскую диссертацию на теме: «Каменный век Верхнего Витима».
Проводил раскопки в зоне затопления Богучанской ГЭС.
Он является первооткрывателем усть-каренгской и усть-юмурченской археологических культур.